# Ausàs
|  | Per a altres significats, vegeu «Ausàs (Alta Garona)». |

Ausàs és una masia situada al municipi de les Valls d'Aguilar, a la comarca catalana de l'Alt Urgell.